# Бёрнс, Конрад
Конрад Рэй Бернс (англ. Conrad Ray Burns; 25 января 1935, Галлатин, Миссури — 28 апреля 2016, Биллингс, Монтана) — американский политик, сенатор-республиканец от штата Монтана с 1989 по 2007 год.

## Биография
Конрад Рэй Бернс родился 25 января 1935 года на ферме близ Галлатина в штате Миссури в семье Расселла и Мэри Бернс. После окончания школы он поступил в Миссурийский университет, где в течение двух лет изучал животноводство и журналистику. Затем он поступил на военную службу, два года служил в морской пехоте. После службы Бернс работал в авиакомпаниях Trans World Airlines и Ozark Air Lines, был сотрудником представительства журнала Polled Hereford World в Биллингсе.
С 1968 года Бернс работал аукционистом в Billings Livestock Commission, занимался продажей крупного рогатого скота. Затем он основал сеть из четырёх радиостанций Northern Ag Network, транслировавшую сельскохозяйственные новости и рыночную информацию. Под руководством Бернса сеть выросла до 31 станции, вещавшей на территории штатов Монтата и Вайоминг. Сеть он продал в 1986 году, сосредоточившись на политической карьере.
С 1986 по 1988 год Бернс занимал пост комиссара округа Йеллоустон, после чего выдвинул свою кандидатуру на пост сенатора от штата Монтана. В 1988 году на выборах он опередил демократа Джона Мелчера. В 1994 году Бернс снова выиграл выборы, став первым сенатором-республиканцем от штата, успешно переизбравшимся на второй срок. В Сенате он работал в Комитете по ассигнованиям, был председателем подкомитета по связи, продвигал проект по обеспечению широкополосного доступа к сети Интернет и сотовой связи в сельских районах страны, выступал за увеличение внутреннего производства энергии и расширение использования природных ресурсов. Всего на посту сенатора он провёл три срока, в 2006 году проиграв выборы Джону Тестеру. Перед этим была опубликована информация о связях Бернса с лоббистом Джеком Абрамоффом, обвинённым в коррупции и мошенничестве. После ухода с поста сенатора в прессе получили распространение его неоднозначные высказывания в адрес афроамериканцев, женщин и арабов.
После 2006 года Бернс работал лоббистом в компании Gage Business Consulting. Из-за скандала с Абрамоффом он был вынужден выплатить около 150 тысяч долларов. Министерство юстиции США в течение двух лет вело расследование связей Бернса с этим делом, в итоге не предъявив никаких обвинений. В 2009 году он перенёс инфаркт и провёл три месяца в больнице.
Конрад Бернс скончался 28 апреля 2016 года в своём доме в Биллингсе. Летом 2017 года он был похоронен на Арлингтонском национальном кладбище.